# Herb Gardner
Herb Gardner (New York, 28 dicembre 1934 – New York, 25 settembre 2003) è stato un commediografo statunitense.
Durante gli studi iniziò a disegnare una striscia a fumetti che venne pubblicata su vari giornali fra 1959 e 1961. Avendo notato che i fumetti occupavano uno spazio sempre maggiore decise di dedicarsi al teatro.
Il primo lavoro di successo, anche trasposto in un film, fu A Thousand Clowns, nel 1962.
Il suo maggior successo fu I'm Not Rappaport, nel 1985, che fu trasposto in un film diretto da lui stesso nel 1996.
Altri lavori furono: Thieves (1974), The Goodbye People (1968), e Conversations with My Father (1992).
Nel 1958 scrisse un romanzo autobiografico, A Piece of the Action.
Sceneggiò e co-produsse il film del 1971 Chi è Harry Kellerman e perché parla male di me?, con Dustin Hoffman.